# 64070 NEAT
64070 NEAT è un asteroide della fascia principale. Scoperto nel 2001, presenta un'orbita caratterizzata da un semiasse maggiore pari a 2,4640648 au e da un'eccentricità di 0,2071943, inclinata di 12,52458° rispetto all'eclittica.
L'asteroide è dedicato al programma Near Earth Asteroid Tracking.